# Государственный историко-этнографический заповедник Гала
Деревня Гала находится в центре Апшеронского полуострова на востоке Азербайджана, на стратегически важном холме. Старая часть деревни Гала была объявлена историческим этнографическим заповедником в 1988 году и охватывала 216 исторических, археологических и архитектурных памятников. В селе есть пять мечетей, остатки замка, три бани, более 170 домов, а также мавзолеи, своды, хранилища и т. д. Деревня Гала это не просто коллекция памятников, иллюстрирующих средневековую архитектуру, а комплекс имитирующий город, построенный в средневековом Абшероне.

## История

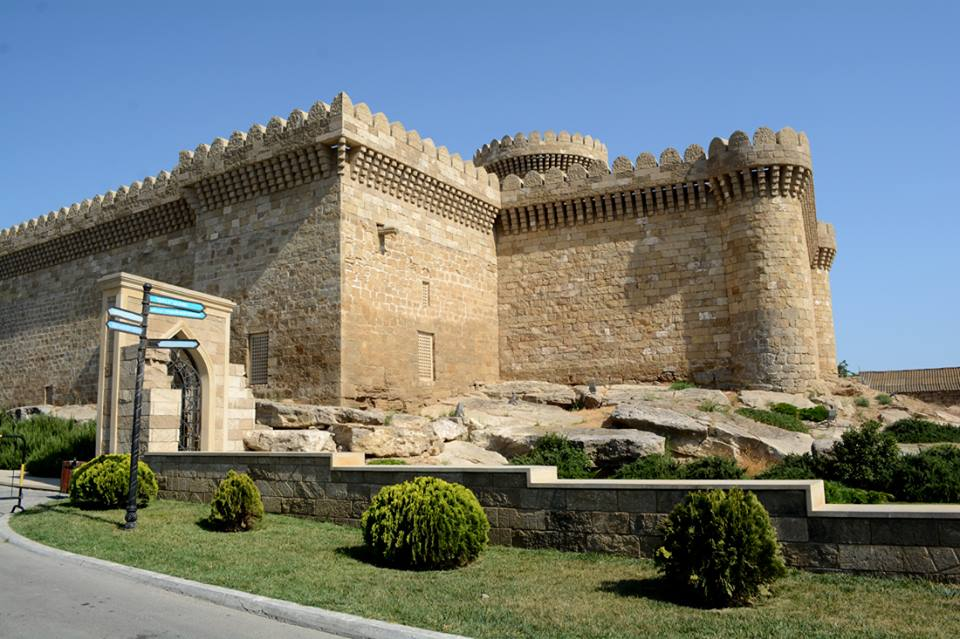

В 2008 году на территории Государственного историко-этнографического заповедника Гала, при поддержке Фонда Гейдара Алиева был создан Археолого-этнографический музейный комплекс под открытым небом.
Гала-государственный историко-этнографический заповедник представляет собой комплекс музеев в Баку, Азербайджан. Внутри есть три разных типа музеев: Музей археологии и этнографии (под открытым небом), Музей замка (частично под открытым небом) и Музей антиквариата. Транспортные средства предлагаются посетителям благодаря просторной территории музеев. Есть туры на разных языках: азербайджанском, русском, английском, немецком и французском.

В комплексе представлены найденные на Апшеронском полуострове и относящиеся к III-II тыс. до н.э. до средних веков наскальные рисунки, гавалдаш, керамические изделия, бытовые предметы и украшения, оружия и монеты, развалины древнего поселения. В музее также представляются предметы быта: утюги, щипцы, настольные лампы, весы. Среди предметов самым старинным является поднос, который относится к XVI веку.

### Археологические раскопки
В результате проведенных археологических раскопок Институтом археологии и этнографии Национальной академии наук Азербайджана  в 2010-2011 гг., были обнаружены различные находки, относящиеся к III-II тыс. до н.э., также к XIV-XV векам. В мемориальном комплексе Гала представляются древние стоянки человека относящиеся к бронзовому периоду, наскальные рисунки, на которых были продемонстрированы этапы охоты, жертвоприношения людей, святой брак и т. д. развалины древней стены, относящиеся к X-XIV и X-XV векам, также два подземных хода, идущих в направлении Каспийского моря и города Баку.
Замок Гала, который является частью комплекса и относится к X-XIV векам, состоит из башни и укрепления. Ее высота составляет 13,8 м. Замок  использовался в целях наблюдения и обороны.  На наскальных рисунках изображены фигуры женщин, мужчин, животных, другие разные фрагменты. В основе концепции музея лежат две идеи, продемонстрировать в относительно компактной области историю, архитектуру и этнографию Абшерона и создать интерактивную туристическую привлекательность. Музейный комплекс Гала состоит из Информационного центра Гала, Этно-экологического центра, музея антиквариата и ресторана караван-сарай.
Информационный центр служит получению подробной информации туристов и гостей о музеях на территории заповедника, арендовать электроавтобусы и велосипеды.
На фестивале Гала, проведенном в 2008 году демонстрировались работы мастеров ткачества, гончарного и кузнечного дела. Были проведены мастер-классы, с помощью которого посетители близко познакомились с старинными бытовыми традициями.
17-го марта 2017 года, по инициативе Национального комитета ICOM Azerbaijan и Азербайджанского музея ковров и Гала-государственного историко-этнографического заповедника при поддержке Международного центра мугама был проведен проект, посвященный национальному празднику азербайджанского народа – Новруз.
В Археологическом и Этнографическом музейном комплексе гости изучить образ жизни и традиции бакинских деревень, а также могут отслеживать работу профессиональных мастеров по кузнечному делу, керамике и ковроткачеству. В доме, построенном в 1810 году, принадлежащем торговцу, проживающему в деревне Гала, посетители имеют возможность приготовить лаваш и тд.

### Ресторан караван-сарай
На территории музейного комплекса построен ресторан караван-сарай. Благодаря чему туристы получают возможность познакомиться с местной кухней.
В Музее-комплексе были созданы условия для передвижения людей с физическими недостатками, установлены камеры видеонаблюдения, парковка площадью 35 000 квадратных метров, гараж для электромобилей. Музейный комплекс работает с 09:00 до 21:00.